# HK Michalovce
Le HK Dukla Ingema Michalovce est un club de hockey sur glace de Michalovce en Slovaquie. Il évolue depuis 2019 dans la Extraliga, la ligue élite de hockey sur glace en Slovaquie.

## Historique
Le club est créé en 1974 sous le nom de VTJ Michalovce. Par la suite, il a été renommé à plusieurs reprises :
- 1974 - 1977 : VTJ Michalovce
- 1977 - 1978 : Dukla Trenčín B
- 1978 - 1991 : VTJ MEZ Michalovce
- 1991 - 2000 : HC VTJ MEZ Michalovce
- 2000 - 2017 : HK Dukla Michalovce
- 2017 - présent : HK Dukla Ingema Michalovce

## Palmarès
- Slovenská hokejová liga : 2018, 2019.
- 1st. Slovak National Hockey League (en) : 1986.